# توم فيني (لاعب كرة قدم)
توم فيني (بالإنجليزية: Tom Feeney)‏ (26 أغسطس 1910 في المملكة المتحدة - 5 مارس 1973) هو لاعب كرة قدم بريطاني (وحمل سابقاً جنسية المملكة المتحدة لبريطانيا العظمى وأيرلندا) في مركز الهجوم. لعب مع ستوكبورت كونتي ونوتس كاونتي ونيوكاسل يونايتد ونادي تشستر سيتي ونادي هاليفاكس تاون وويتبي تاون ‏ ولينكولن سيتي أف سي ودارلينجتون إف سى.